# Biatló als Jocs Olímpics d'hivern de 2018 - relleus per equips masculins
La prova de relleus per equip masculins de biatló dels Jocs Olímpics d'Hivern de 2018 de Pyeongchang es va disputar el 23 de febrer de 2018 al Centre de biatló d'Alpensia. Hi prenien part 4 biatletes per equip, que havien de recórrer 7,5 km cadascun.

## Calendari
Els temps són UTC+09:00.
| Data         | Horari | Mànega |
| ------------ | ------ | ------ |
| 23 de febrer | 20:15  | Final  |

## Resum de medalles
| Or                                                                             | Argent                                                                                | Bronze                                                              |
| Suècia Peppe Femling · Jesper Nelin · Sebastian Samuelsson · Fredrik Lindström | Noruega Lars Helge Birkeland · Tarjei Bø · Johannes Thingnes Bø · Emil Hegle Svendsen | Alemanya Erik Lesser · Benedikt Doll · Arnd Peiffer · Simon Schempp |

## Resultats
La cursa comença a les 20:15.
| Posició | Dorsal | País                                                                                 | Temps                                     | Penalitzacions (P+S)                     | Retard    |
| ------- | ------ | ------------------------------------------------------------------------------------ | ----------------------------------------- | ---------------------------------------- | --------- |
| 1       | 3      | SuèciaPeppe Femling · Jesper Nelin · Sebastian Samuelsson · Fredrik Lindström        | 1:15:16.5 18:50.9 18:59.9 18:31.5 18:54.2 | 0+2 0+5 0+0 0+1 0+1 0+3 0+1 0+0 0+0 0+1  | –         |
| 2       | 1      | NoruegaLars Helge Birkeland · Tarjei Bø · Johannes Thingnes Bø · Emil Hegle Svendsen | 1:16:12.0 18:48.1 19:17.5 18:16.3 19:50.1 | 0+4 1+8 0+1 0+1 0+3 0+3 0+0 0+1 0+0 1+3  | +55.5     |
| 3       | 4      | AlemanyaErik Lesser · Benedikt Doll · Arnd Peiffer · Simon Schempp                   | 1:17:23.6 18:23.6 19:48.2 18:23.8 20:48.0 | 0+3 3+7 0+0 0+1 0+0 2+3 0+0 0+0 0+3 1+3  | +2:07.1   |
| 4       | 8      | ÀustriaTobias Eberhard · Simon Eder · Julian Eberhard · Dominik Landertinger         | 1:18:09.0 19:03.6 18:47.4 19:53.9 20:24.1 | 0+2 2+9 0+1 0+2 0+0 0+1 0+1 2+3 0+0 0+3  | +2:52.5   |
| 5       | 2      | FrançaSimon Desthieux · Émilien Jacquelin · Martin Fourcade · Antonin Guigonnat      | 1:18:43.1 20:12.1 19:06.0 20:01.2 19:23.8 | 0+4 3+8 0+2 2+3 0+0 0+1 0+1 1+3 0+1 0+1  | +3:26.6   |
| 6       | 17     | Estats UnitsLowell Bailey · Sean Doherty · Tim Burke · Leif Nordgren                 | 1:19:06.7 19:14.2 19:14.0 19:32.5 21:06.0 | 2+6 0+8 0+2 0+2 0+1 0+0 0+0 0+3 2+3 0+3  | +3:50.2   |
| 7       | 11     | TxèquiaOndřej Moravec · Michal Šlesingr · Jaroslav Soukup · Michal Krčmář            | 1:19:23.6 18:58.1 18:36.5 20:40.3 21:08.7 | 0+4 2+9 0+0 0+3 0+1 0+0 0+1 1+3 0+2 1+3  | +4:07.1   |
| 8       | 16     | BelarúsAnton Smolski · Raman Yaliotnau · Sergey Bocharnikov · Vladimir Chepelin      | 1:20:06.0 18:51.4 19:55.8 21:02.4 20:16.4 | 2+6 1+6 0+0 0+1 0+1 1+3 2+3 0+1 0+2 0+1  | +4:49.5   |
| 9       | 9      | UcraïnaArtem Pryma · Serhiy Semenov · Vladimir Semakov · Dmytro Pidruchnyi           | 1:20:17.3 18:47.5 20:19.4 20:55.7 20:14.7 | 0+0 2+9 0+0 0+0 0+0 0+3 0+0 1+3          | +5:00.8   |
| 10      | 10     | EslovèniaMiha Dovžan · Klemen Bauer · Mitja Drinovec · Lenart Oblak                  | 1:20:17.3 19:33.5 19:44.1 20:23.1 20:36.6 | 0+5 1+5 0+0 0+2 0+1 1+3 0+3 0+0 0+1 0+0  | +5:00.8   |
| 11      | 12     | CanadàChristian Gow · Scott Gow · Macx Davies · Brendan Green                        | 1:20:56.8 19:11.8 19:23.3 22:16.0 20:05.7 | 0+4 1+7 0+0 0+3 0+0 0+0 0+3 1+3 0+1 0+1  | +5:40.3   |
| 12      | 5      | ItàliaThomas Bormolini · Lukas Hofer · Giuseppe Montello · Dominik Windisch          | 1:21:35.6 20:03.8 19:00.7 20:37.5 21:53.6 | 1+5 3+11 0+1 0+3 0+1 0+2 0+0 1+3 1+3 2+3 | +6:19.1   |
| 13      | 13     | EstòniaRene Zahkna · Kalev Ermits · Roland Lessing · Kauri Kõiv                      | 1:22:26.4 19:32.7 20:05.6 21:12.2 21:35.9 | 1+5 2+10 0+2 0+2 0+0 1+3 1+3 0+2 0+0 1+3 | +7:09.9   |
| 14      | 18     | RomaniaGeorge Buta · Remus Faur · Gheorghe Pop · Cornel Puchianu                     | 1:22:51.1 20:32.7 20:16.9 20:25.6 21:35.9 | 0+1 2+7 0+0 0+1 0+0 0+2 0+1 0+1 0+0 2+3  | +7:34.6   |
| 15      | 6      | SuïssaSerafin Wiestner · Benjamin Weger · Jeremy Finello · Mario Dolder              | 1:23:06.1 21:30.0 19:17.2 20:22.6 21:56.3 | 2+8 3+11 2+3 0+3 0+3 0+2 0+2 0+3 0+0 3+3 | +7:49.6   |
| 16      | 7      | BulgàriaKrasimir Anev · Anton Sinapov · Dimitar Gerdzhikov · Vladimir Iliev          | LAP 19:59.9 19:52.2 LAP 0                 | 1+5 2+8 0+0 1+3 0+2 0+2 1+3 1+3 0        | +9:59.7 ! |
| 17      | 14     | KazakhstanMaxim Braun · Vassiliy Podkorytov · Vladislav Vitenko · Roman Yeremin      | LAP 20:13.2 20:55.7 LAP 0                 | 0+5 2+5 0+0 0+1 0+3 0+1 0+2 2+3 0        | +9:59.8 ! |
| 18      | 15     | EslovàquiaMatej Kazár · Tomáš Hasilla · Šimon Bartko · Martin Otčenáš                | LAP 18:42.0 22:04.0 LAP 0                 | 4+6 1+5 0+0 0+0 0+3 1+3 4+3 0+2 0        | +9:59.9 ! |